# Itokawa Hideo

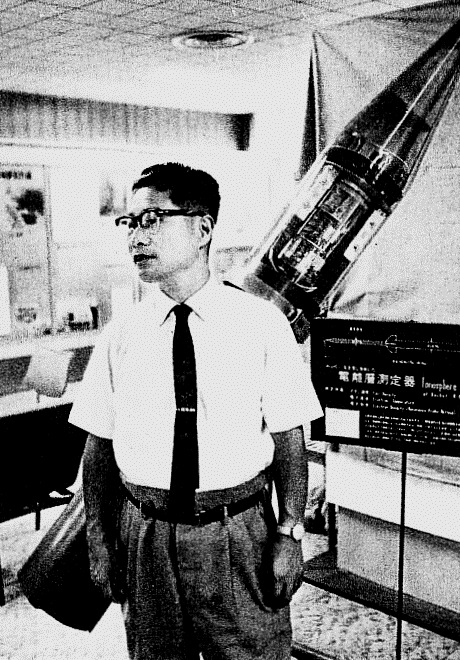
Hideo Itokawa (1961)

Itokawa Hideo (japanisch 糸川 英夫, * 20. Juli 1912 in Tokio; † 21. Februar 1999) war ein Pionier der japanischen Raketentechnik und des japanischen Raumfahrtprogrammes. In Japan war er als Dr. Rocket bekannt.

## Leben und Wirken
Itokawa war hoch begabt und übersprang mehrere Schulklassen. 1935 schloss er ein Studium der Luftfahrttechnik an der Kaiserlichen Universität Tokio ab. 1941 wurde er dort Dozent.
Während des Zweiten Weltkrieges konstruierte er Flugzeuge bei der Nakajima Hikōki. Er entwarf das Jagdflugzeug Nakajima Ki-43 Hayabusa.
1948 wurde er zum ordentlichen Professor an der Universität Tokio ernannt. 1967 trat er in den Ruhestand und gründete ein eigenes Institut.
Itokawas Interessen waren weit gefächert. Er betätigte sich in vielen Bereichen, wie dem Sport, der Philosophie, der Musik (er spielte u. a. Cello, Orgel, Violine, Taishokin (eine Art Xylophon) und arrangierte Stücke für Orchester) und als Schriftsteller. Er schrieb 49 Bücher, von denen mehrere Bestseller wurden.
Zu seinen Ehren wurde der Asteroid (25143) Itokawa benannt, der Ziel der Raumsonde Hayabusa war.